# La Trinidad (Comayagua)
La Trinidad é uma cidade hondurenha do departamento de Comayagua.